# 로비아 라모트

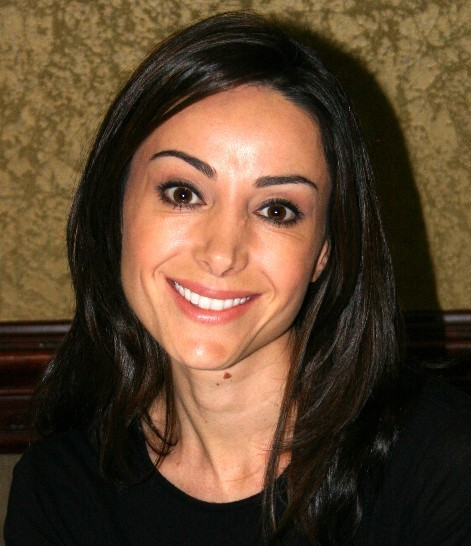

로비아 라모트(Robia LaMorte, 1970년 7월 7일 ~ )는 미국의 배우, 댄서, 텔레비전 배우, 영화배우이다.
퀸스에서 태어났다.

## 방송
- 뱀파이어 해결사 2
- 뱀파이어 해결사 1

## 영화
- 스폰 (1997년)
- 뱀파이어 해결사 (1997년)
- 겟 오프 (1991년)
- 비버리힐즈의 아이들 (1990년)